# 고독한 보행자
《고독한 보행자》(Der Fubganger, The Pedestrian)는 독일, 스위스, 이스라엘에서 제작된 맥시밀리안 쉘 감독의 1973년 드라마 영화이다. 맥시밀리안 쉘 등이 주연으로 출연하였고 맥시밀리안 쉘 등이 제작에 참여하였다.

## 출연

### 주연
- 맥시밀리안 쉘
- 거스타브 루돌프 셀리너
- 알렉산더 메이
- 피터 홀

### 조연
- 페기 애쉬크로프트
- 거트루드 밸드
- 엘리자베스 버그너
- 릴 다고버
- 다그마르 히르츠
- 조한나 호퍼
- 허버트 멘슁
- 프랑소와 로제이
- 맥시밀리안 쉘
- 노버트 쉴러
- 발터 쉬미딘저
- 프런즈 세이츠
- 시그프릿 스타이너
- 길라 본 베이터셔슨
- 엘사 와그너